# George Armstrong Custer
 George Armstrong Custer (New Rumley, 5 de dezembro de 1839 — Montana, 25 de junho de 1876) foi um oficial do exército dos Estados Unidos e comandante de uma unidade de cavalaria durante a Guerra Civil Americana e as Guerras Indígenas. Criado em Michigan e Ohio, Custer foi aceito em West Point em 1857 e se formou em último da sua classe em 1861, com a patente de segundo-tenente. Com o começo da guerra civil no país, Custer foi convocado a servir no Exército da União.

## Carreira
Custer desenvolveu uma boa reputação militar durante a guerra civil nos Estados Unidos. O primeiro grande combate que participou foi a Batalha de Bull Run, em 21 de julho de 1861, próximo de Washington, D.C.. Sua associação com vários oficiais de alta patente durante o conflito ajudou a catapultar sua carreira, além de suas habilidades como comandante de cavalaria. Custer recebeu um mandado (brevet) de general de brigada aos 23 anos, uma semana antes da Batalha de Gettysburg, onde ele liderou um ataque de cavalaria contra uma tropa confederada que pretendia reforçar os companheiros no ataque de Pickett. Custer foi mais tarde ferido na batalha de Culpeper, na Virgínia, em 13 de setembro de 1863. Em 1864, ele recebeu uma comendação por bravura, além de mais um mandado, o promovendo, em caráter temporário, para major-general. Na conclusão da Campanha de Appomattox (março-abril de 1865), onde ele e suas tropas desempenharam um papel fundamental, Custer estava presente quando o general Robert E. Lee se rendeu para Ulysses S. Grant, em 9 de abril de 1865.
Após a guerra civil, Custer continuou no exército, mantendo a patente de capitão e depois foi apontado como tenente-coronel no 7º Regimento de Cavalaria americana, em julho de 1866. Ele foi despachado para o oeste, em 1867, para lutar contra os índios. Em 25 de junho de 1876, enquanto liderava seus homens na Batalha de Little Bighorn, no Território de Montana, contra uma coalizão de tribos indígenas, Custer e todo o seu destacamento — que incluía seus dois irmãos — foram mortos. Sua derrota fatídica acabou obscurecendo seus feitos anteriores em guerra. Muitos o saudaram como um herói trágico, que lutou até a morte junto com seus soldados. Outros o culpam pelo massacre, afirmando que ele recusou ofertas de reforços, querendo receber toda a glória de uma eventual vitória. Sua reputação militar nos Estados Unidos segue controversa.

### Batalha de Little Bighorn

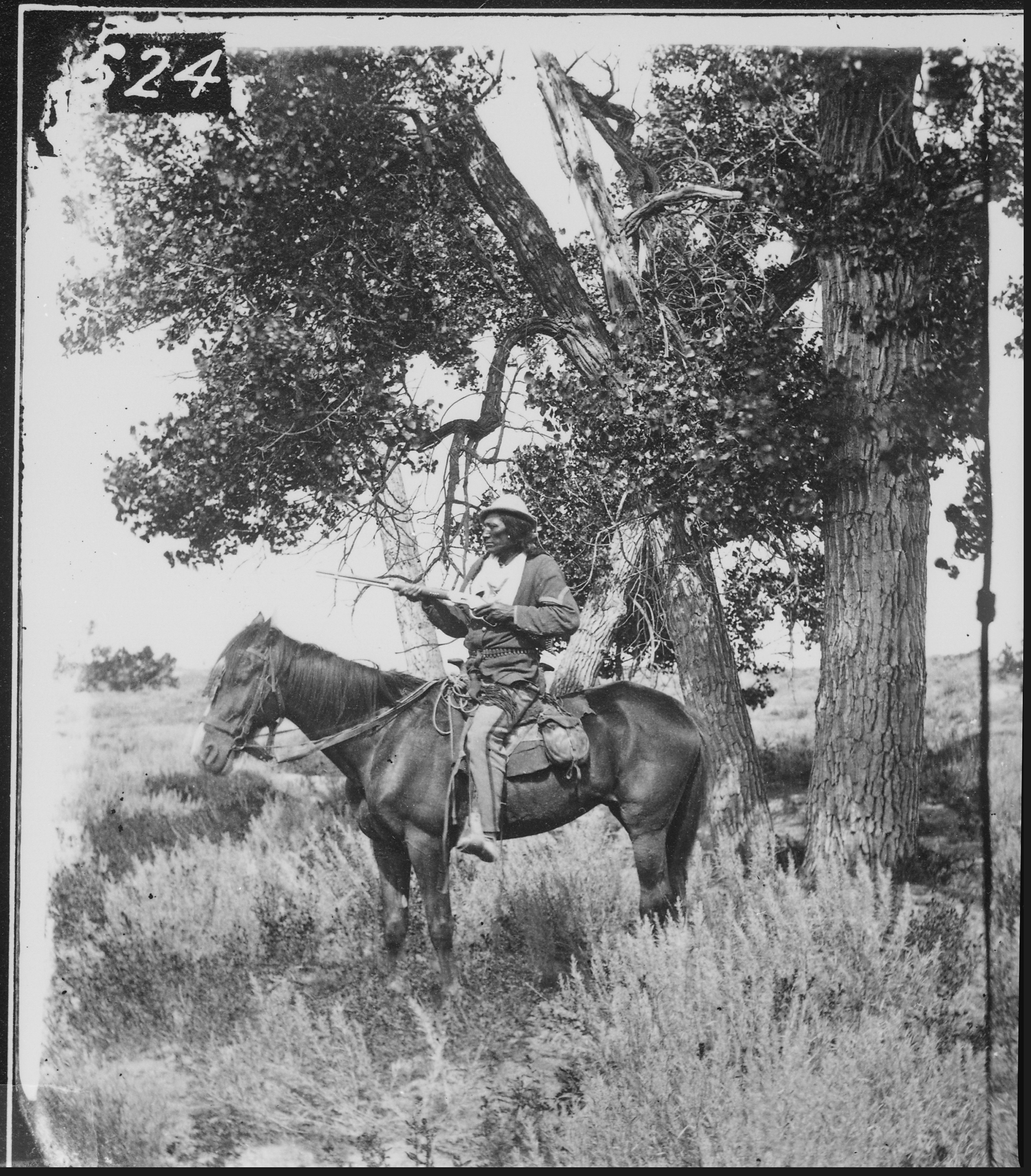
Bloody Knife, batedor de Custer, na Expedição Yellowstone, 1873

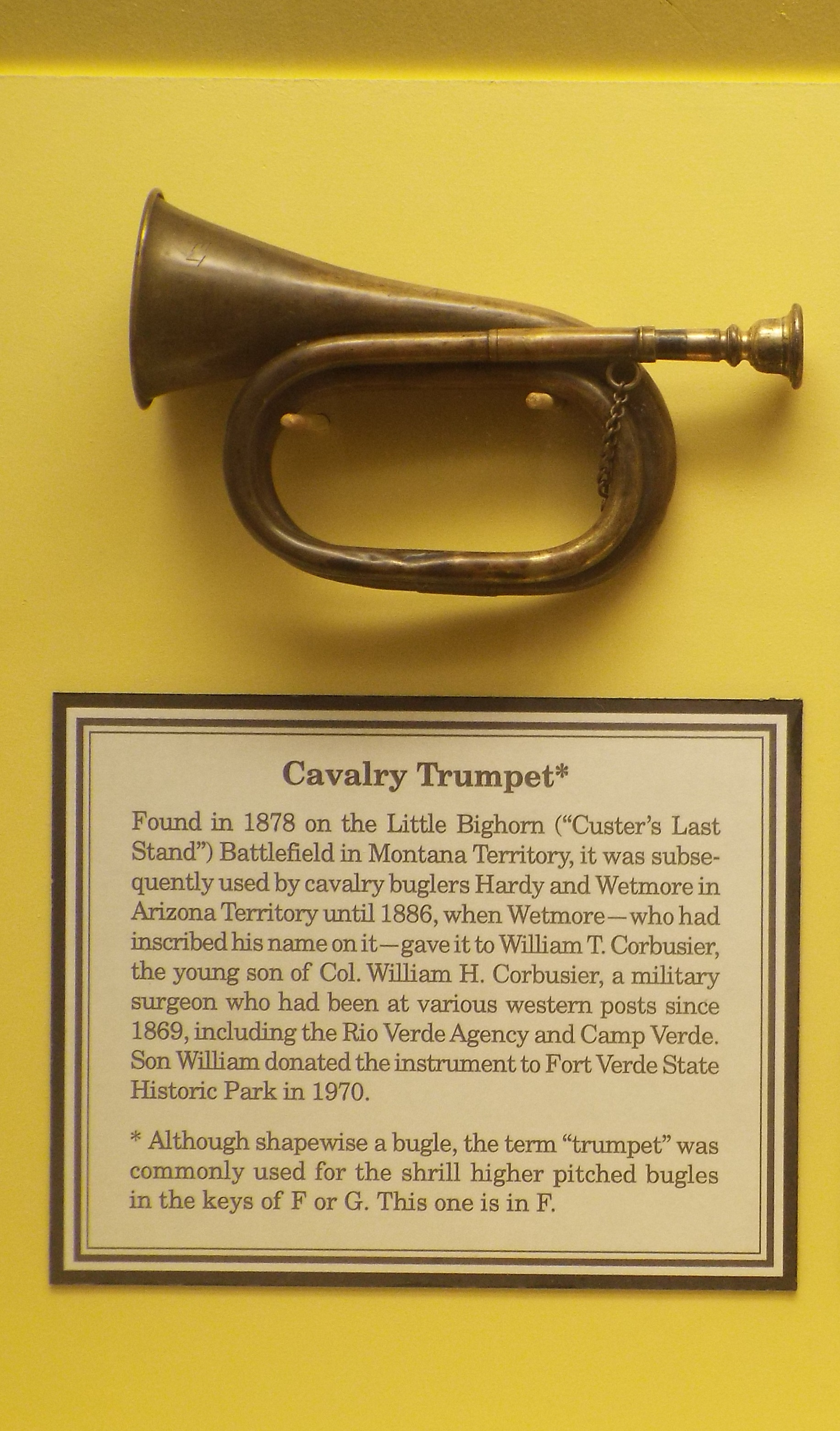
O trompete da 7ª Cavalaria foi encontrado em 1878 no terreno do Campo de Batalha de Little Bighorn (Custer's Last Stand) e está em exibição em Camp Verde, no Arizona

A batalha de Little Bighorn foi um combate ocorrido no dia 25 de junho de 1876, ano do Centenário da Independência dos Estados Unidos, nas proximidades do Rio Little Bighorn (afluente do Bighorn, por sua vez um afluente do Yellowstone), no estado de Montana. Após o 7.º Regimento de Cavalaria do Exército dos Estados Unidos, do famoso General Custer, atacar uma coligação de Cheyennes e de Sioux, unidos sob a influência dos também famosos líderes indígenas Touro Sentado (Sitting Bull) e Cavalo Louco (Crazy Horse).
Tornou-se o mais famoso incidente nas Guerras indígenas nos Estados Unidos e foi uma vitória esmagadora dos Lakota, Cheyenne do Norte e Arapaho, comandados por vários líderes de guerra, incluindo Cavalo Louco e Chefe Gall, que foram inspirados pelas visões de Touro Sentado (Tȟatȟáŋka Íyotake). A 7ª Cavalaria dos Estados Unidos, uma força de 700 homens, sofreu a grande derrota quando era comandada pelo Tenente-Coronel George Armstrong Custer (ex-general graduado durante a Guerra Civil Americana).

### Morte
É improvável que algum nativo americano tenha reconhecido Custer durante ou depois da batalha. Michno resume: "Shave Elk disse: 'Não suspeitamos que estávamos lutando contra Custer e não o reconhecemos vivo ou morto'. Perna de Madeira disse que ninguém poderia reconhecer nenhum inimigo durante a luta, pois eles estavam muito longe. Os Cheyennes nem sabiam que um homem chamado Custer estava na luta até semanas depois. Antelope disse que ninguém sabia que Custer estava na luta até que mais tarde souberam disso nas agências. Thomas Marquis aprendeu com suas entrevistas que nenhum indígena sabia que Custer estava na luta de Little Bighorn até meses depois. Muitos Cheyennes nem sabiam que outros membros da família Custer estavam na luta até 1922, quando o próprio Marquês os informou pela primeira vez desse fato".
Vários indivíduos reivindicaram a responsabilidade por matar Custer, incluindo White Bull of the Miniconjous, Rain-in-the-Face, Flat Lip e Brave Bear.  Em junho de 2005, em uma reunião pública, contadores de histórias da Northern Cheyenne disseram que, de acordo com sua tradição oral, Buffalo Calf Road Woman, uma heroína Cheyenne do Norte da Batalha do Rosebud, desferiu o golpe final contra Custer, que o derrubou de seu cavalo antes de morrer.
Uma versão contrastante da morte de Custer é sugerida pelo testemunho de um Oglala chamado Joseph White Cow Bull, de acordo com o romancista e biógrafo de Custer, Evan Connell. Ele diz que Joseph White Bull afirmou que havia atirado em um cavaleiro usando uma jaqueta de pele de fivela e chapéu grande na beira do rio quando os soldados se aproximaram pela primeira vez da aldeia pelo leste. A força inicial enfrentada pelos soldados, de acordo com essa versão, era bastante pequena (possivelmente apenas quatro guerreiros), mas desafiava o comando de Custer. O cavaleiro que foi atingido gritou ordens que levaram os soldados a atacar e estava ao lado de um cavaleiro que portava uma bandeira, mas quando o cavaleiro vestido de pele de fivela caiu de seu cavalo após ser baleado, muitos dos agressores se contiveram. A alegação de que o oficial vestido de buckskin era Custer, se precisa, pode explicar a suposta rápida desintegração das forças de Custer. No entanto, vários outros oficiais do Sétimo, incluindo William Cooke, Tom Custer e William Sturgis, também estavam vestidos com pele de fivela no dia da batalha, e o fato de que cada um dos ferimentos não mutiladores no corpo de George Custer (um ferimento de bala abaixo do coração e um tiro na têmpora esquerda) teria sido instantaneamente fatal lança dúvidas sobre ele ter sido ferido ou morto no ford, a mais de um quilômetro de onde seu corpo foi encontrado. As circunstâncias são, no entanto, consistentes com a sugestão de David Humphreys Miller de que os assistentes de Custer não teriam deixado seu corpo morto para trás para serem profanados.
Durante a década de 1920, duas mulheres Cheyenne idosas falaram brevemente com historiadores orais sobre terem reconhecido o corpo de Custer no campo de batalha e disseram que haviam impedido um guerreiro Sioux de profanar o corpo. As mulheres eram parentes de Mo-no-se-tah, que teria sido amante de Custer no final de 1868 e até 1869, e teve dois filhos com ele. Mo-no-se-tah estava entre as 53 mulheres e crianças cheyennes capturadas pela 7ª Cavalaria após a Batalha do Rio Washita em 1868, na qual Custer comandou um ataque ao acampamento do Chefe Chaleira Negra. O pai de Mo-no-se-tah, o chefe Cheyenne Little Rock, foi morto na batalha.
Durante o inverno e início da primavera de 1868-1869, Custer teria abusado sexualmente da adolescente Mo-no-se-tah. A história oral de Cheyenne alega que ela mais tarde deu à luz o filho de Custer no final de 1869. (Custer, no entanto, aparentemente se tornou estéril depois de contrair doença venérea em West Point, levando alguns historiadores a acreditar que o pai era realmente seu irmão Thomas). Na cultura Cheyenne da época, tal relacionamento era considerado um casamento. As mulheres teriam dito ao guerreiro: "Pare, ele é um parente nosso", e depois o afastaram. As duas mulheres disseram que enfiaram seus toldos de costura em seus ouvidos para permitir que o cadáver de Custer "ouvisse melhor na vida após a morte" porque ele havia quebrado sua promessa de nunca mais lutar contra os nativos americanos.
Quando a coluna principal sob o comando do general Terry chegou dois dias depois, o exército encontrou a maioria dos cadáveres dos soldados despidos, escalpelados e mutilados. O corpo de Custer tinha dois buracos de bala, um na têmpora esquerda e outro logo abaixo do coração. O capitão Benteen, que inspecionou o corpo, afirmou que, em sua opinião, os ferimentos fatais não tinham sido resultado de munição calibre .45, o que implica que os buracos de bala foram causados por disparos de fuzil.
Os corpos de Custer e seu irmão Tom foram enrolados em lona e cobertores, depois enterrados em uma cova rasa, cobertos pela cesta de um travois mantido no lugar por pedras. Quando os soldados retornaram, um ano depois, o túmulo dos irmãos havia sido varrido por animais e os ossos espalhados. "Não mais do que um punhado duplo de pequenos ossos foram recolhidos". Custer foi enterrado novamente com honras militares completas no West Point Cemetery em 10 de outubro de 1877. O local da batalha foi designado Cemitério Nacional em 1886.

## Monumentos e memoriais

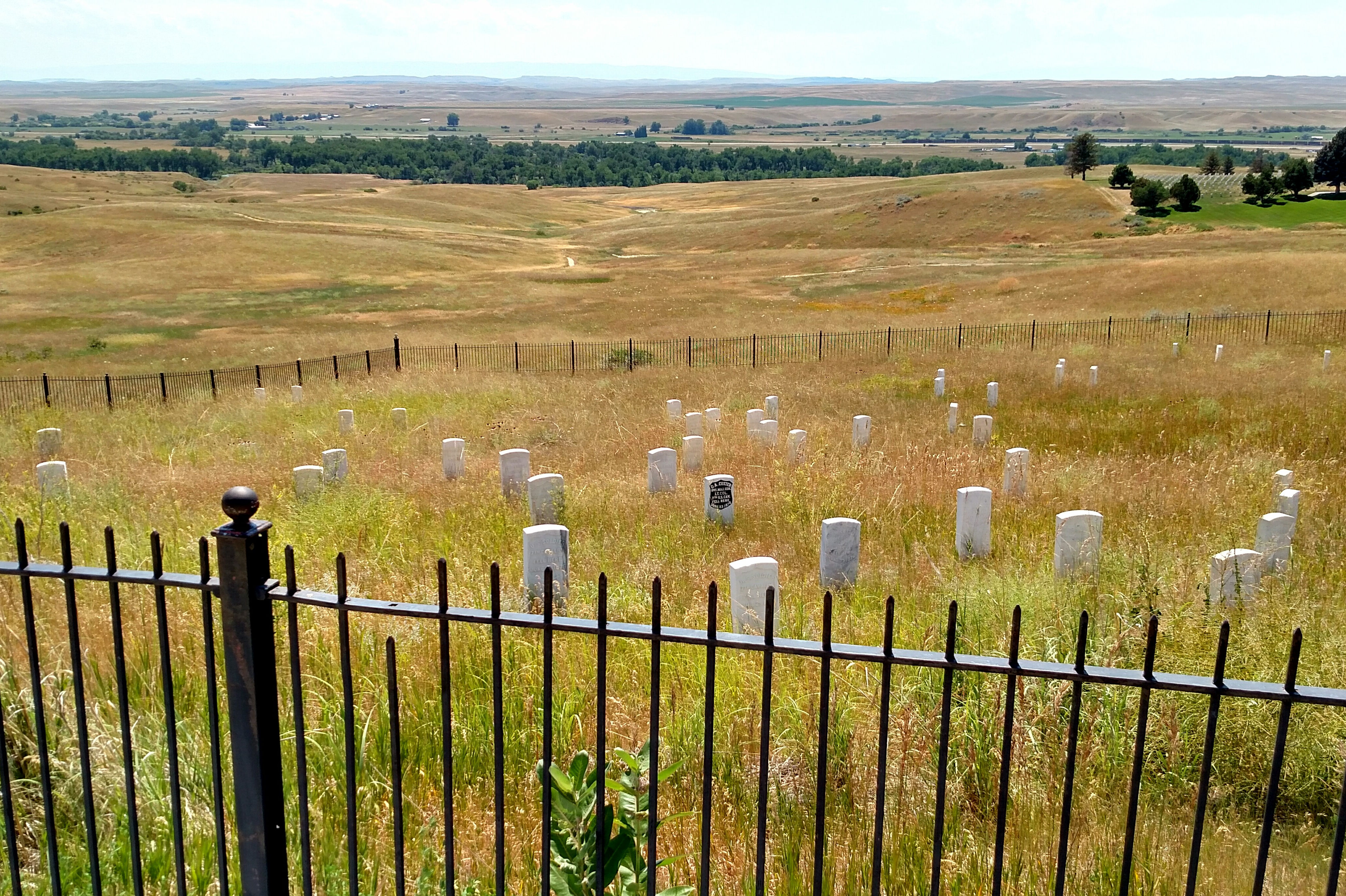
Marcador indicando onde Custer caiu em "Last Stand Hill" durante a Batalha do Little Bighorn – Crow Agency, Montana

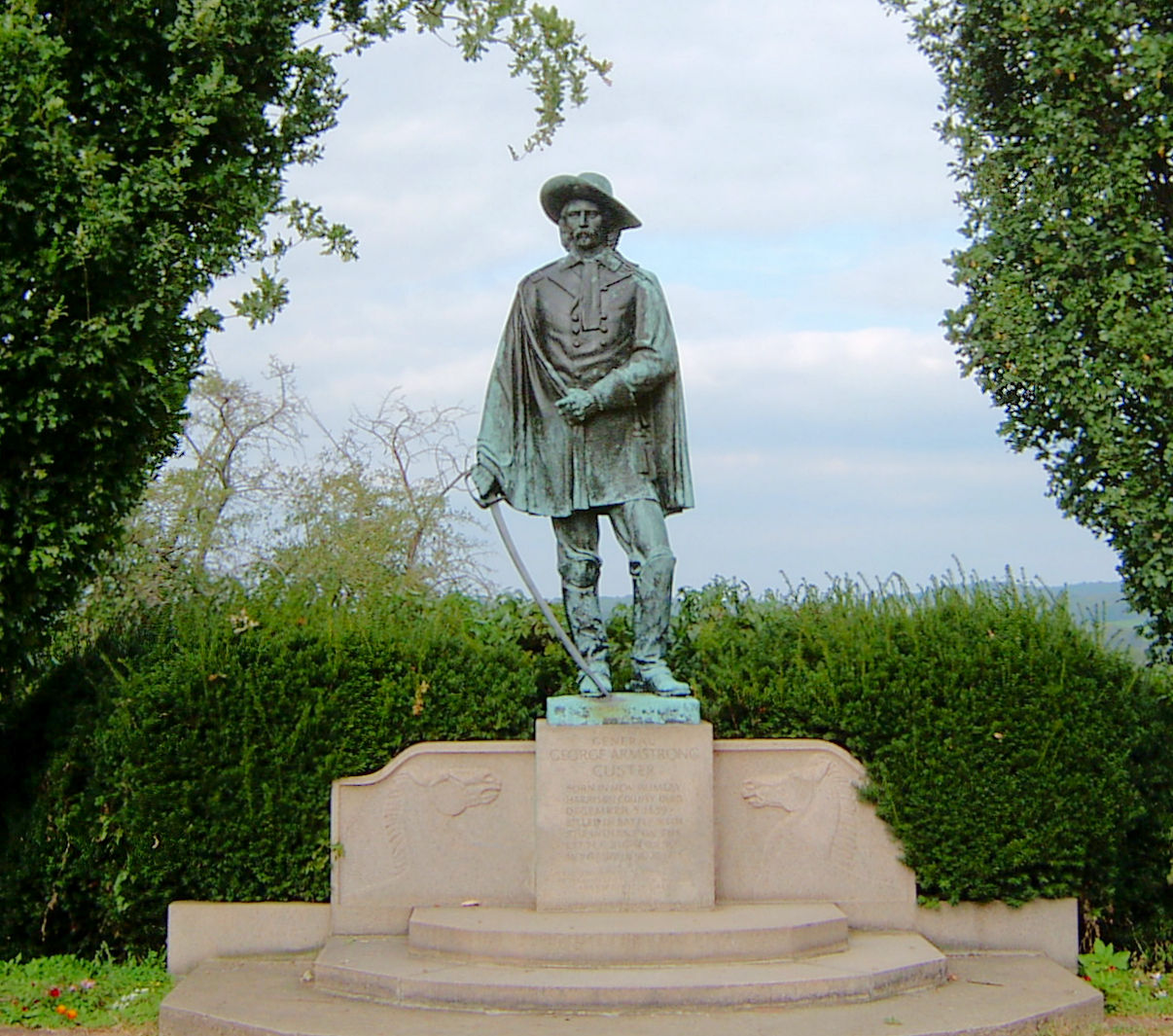
Custer Memorial em seu local de nascimento em New Rumley, Ohio

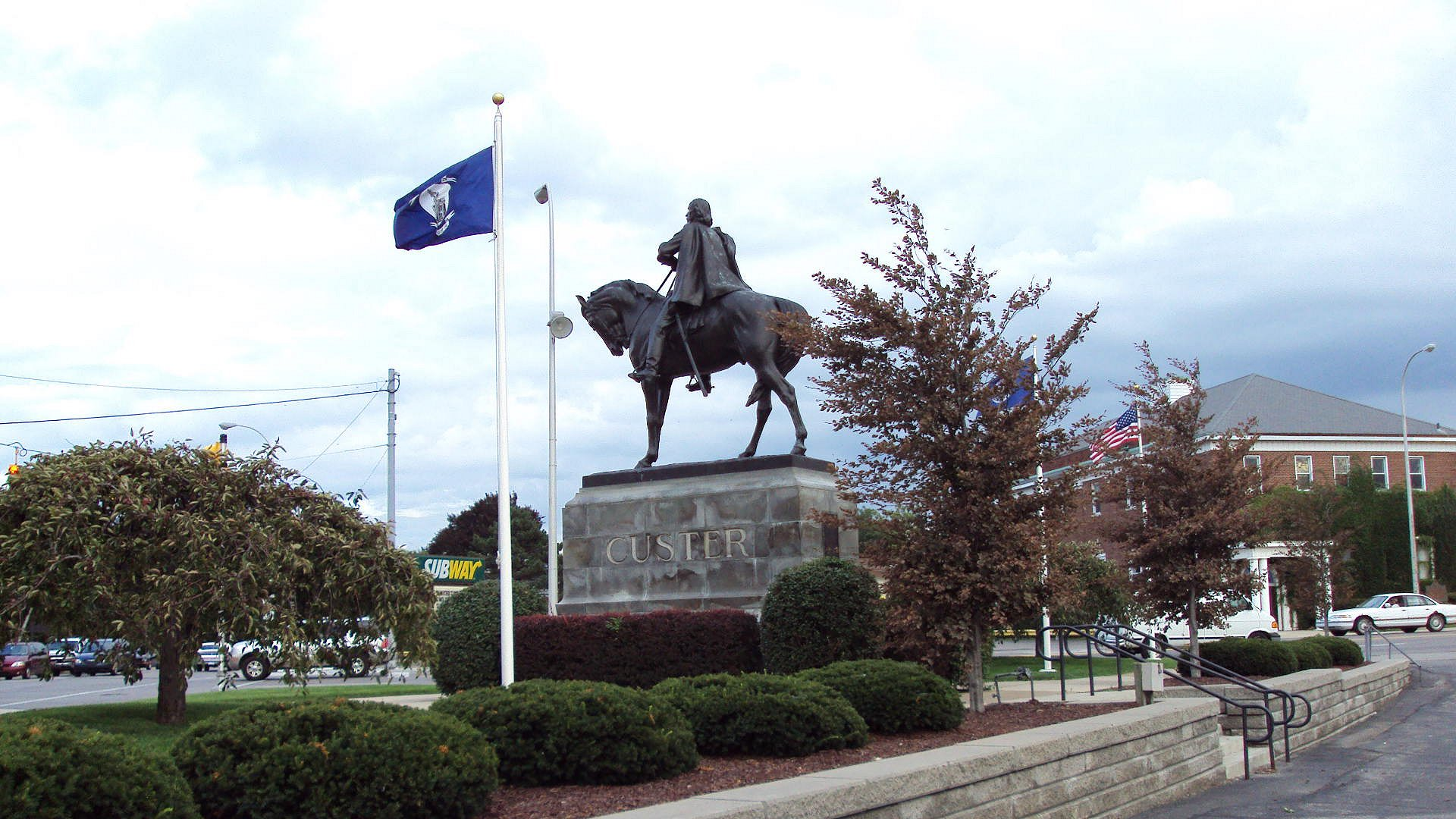
Monroe, Michigan, a casa de infância de Custer, inaugurou o Monumento Equestre George Armstrong Custer em 1910

- Os condados são nomeados em honra de Custer em seis estados: Colorado, Idaho (que é nomeado para a General Custer Mine, que foi nomeado para Custer), Montana, Nebraska, Oklahoma e Dakota do Sul.
- Cidades em Illinois, Michigan e Minnesota foram nomeadas em homenagem a Custer.
- Outros municípios nomeados em homenagem a Custer incluem as vilas de Custer, Michigan, e Custar, Ohio; a cidade de Custer, Dakota do Sul; e a cidade não incorporada de Custer, Wisconsin.
- O Cemitério Nacional de Custer fica dentro do Monumento Nacional Little Bighorn Battlefield, o local da morte de Custer.
- O Monumento Equestre George Armstrong Custer de Custer, de Edward Clark Potter, foi erguido em Monroe, Michigan, a casa de infância de Custer, em 1910.
- Fort Custer National Military Reservation, perto de Augusta, Michigan, foi construído em 1917 em 130 parcelas de terra, como parte da mobilização militar para a Primeira Guerra Mundial. Durante a guerra, cerca de 90 000 soldados passaram por Camp Custer.
- O estabelecimento do Cemitério Nacional Fort Custer (originalmente Fort Custer Post Cemetery) ocorreu em 18 de setembro de 1943, com o primeiro sepultamento. No Memorial Day de 1982, mais de 33 anos após a primeira resolução ter sido apresentada no Congresso, cerimônias impressionantes marcaram a inauguração oficial do cemitério.
- Custer Hill é a principal área de transporte de tropas em Fort Riley, Kansas. A residência de Custer em 1866 no posto foi preservada e atualmente é mantida como o Museu da Casa Custer e espaço de reunião (também às vezes referido como Custer Home).
- A 85ª Divisão de Infantaria foi apelidada de Divisão Custer.
- As Colinas Negras da Dakota do Sul estão repletas de evidências de Custer, com um condado, cidade e Parque Estadual Custer, todos localizados na área.
- Um pico de montanha proeminente nas Colinas Negras leva seu nome.
- A casa Custer em Fort Abraham Lincoln, perto da atual Mandan, Dakota do Norte, foi reconstruída como era na época de Custer, juntamente com o quartel dos soldados, casas de bloco, etc. Reconstituições anuais são realizadas da 7ª Cavalaria de Custer partindo para o Little Bighorn.
- Em 2 de julho de 2008, um monumento de mármore ao brigadeiro-general Custer foi dedicado no local da Batalha de Hunterstown, no Condado de Adams, Pensilvânia, na Guerra Civil de 1863.
- O Monumento Custer na Academia Militar dos Estados Unidos foi inaugurado pela primeira vez em 1879. Ele agora está ao lado de seu túmulo no Cemitério de West Point.
- O Monumento Memorial Custer em seu local de nascimento foi erguido pela Sociedade Arqueológica e Histórica do Estado de Ohio em 1931. Ele está localizado perto dos restos da fundação de sua propriedade natal em New Rumley, Ohio. O Monumento Custer é gerido localmente pela Custer Memorial Association.